# Sukhoi KR-860
Il Sukhoi KR-860 (in caratteri cirillici Сухой КР-860 o in russo Крылья России?, Kryl'ja Rossii, Ali della Russia, precedentemente indicato come KD-717 (СКД-717), fu un grande aereo di linea quadrimotore turboventola sviluppato dall'azienda aeronautica russa Sukhoi e rimasto alla fase progettuale.
Originariamente progettato dall'OKB 51 e sviluppato negli anni novanta dopo la dissoluzione dell'Unione Sovietica, venne ideato per entrare nel mercato dei grandi aerei passeggeri, che, con una soluzione a doppio ponte, avrebbe permesso di trasportare fino a 860 passeggeri, su tre classi, a una distanza di circa 12 000-15 000 km.
Presentato all'edizione 1999 del Salone internazionale dell'aeronautica e dello spazio di Parigi-Le Bourget, dove l'azienda mostrò un suo modello in scala 1/24, e caratterizzato da soluzioni tecniche innovative per il mercato civile, come l'adozione di un'ala ripiegabile per ridurre l'ingombro trasversale e facilitare il rimessaggio, il KR-860 non riuscì ad attrarre sufficiente attenzione nemmeno nella sua variante aerocisterna per gas naturale liquefatto e il suo sviluppo venne abbandonato.

## Storia del progetto
Nei primi anni novanta lo staff tecnico dell'ufficio di progettazione (OKB) 51, noto anche come OKB Sukhoi dall'ingegnere aeronautico Pavel Osipovič Suchoj che lo diresse dalla sua fondazione, decise di avviare lo sviluppo di un nuovo modello destinato ad entrare nel mercato del trasporto civile ad alto numero di passeggeri, dove a quel tempo l'unico concorrente in produzione era lo statunitense Boeing 747, in fase di sviluppo con varianti da capienza superiore come i modelli 747-400ER e 747X, ma di interesse anche della europea Airbus che un decennio più tardi avrebbe sviluppato l'A3XX (poi A380).
Il gruppo di progettisti, diretto dall'ingegnere Altaf Khusnimarzanovich Karimov (in russo Альтаф Хуснимарзанович Каримов?) e supervisionato da Michail Petrovič Simonov (in russo Михаил Петрович Симонов?), iniziò a lavorare su un progetto ambizioso, un velivolo lungo 80 m per un'apertura alare di 88 m, dotato di doppio ponte, che sebbene avesse una configurazione classica per il periodo, ala bassa a freccia e impennaggio monoderiva, era stato sviluppato con l'assistenza degli specialisti in aerodinamica dello TsAGI.
La dissoluzione dell'Unione Sovietica e il conseguente assestamento dell'economia interna della Russia post sovietica, causò un brusco rallentamento del programma di sviluppo del velivolo che avrebbe dovuto iniziare verso la fine del decennio, ma a causa della mancanza di fondi venne rinviato per alcuni anni.

### Annotazioni
1. ↑  La denominazione del "costruttore" risulta scritta in modo diverso da quella del "progettista" poiché nel secondo caso la traslitterazione del cognome è effettuata secondo il sistema della traslitterazione scientifica, impiegato come standard convenzionale nelle pagine di Wikipedia in lingua italiana.

### Fonti
1. ↑  (EN) John Pike, Sukhoi KR-860 / SKD-717 - Specifications, su GlobalSecurity.org, http://www.globalsecurity.org, 12 dicembre 2019. URL consultato il 14 gennaio 2020..
2. 1 2 3 4  testpilot.ru, КР-860 (СКД-717).